# Кармен Клементе Трав'єсо
Кармен Клементе Трав'єсо (ісп. Carmen Clemente Travieso; 1900—1983) — венесуельська журналістка, громадсько-політична діячка, борець за права жінок. Перша випускниця Центрального університету Венесуели за спеціальністю репортер та одна з перших жінок у Венесуелі, найнятих штатним журналістом. Також була серед перших активісток Комуністичної партії Венесуели, активно виступала за жіноче виборче право. Також відома як співзасновник Венесуельської асоціації журналістів та організації, яка виступає за тюремну реформу.

## Життєпис
Кармен Клементе Трав'єсо народилася 24 липня 1900 року в Каракасі в сім'ї Мерседес Еухенії Трав'єсо та Ліно Клементе. Її батько помер коли Кармен була ще дитиною, тому дівчина жила в будинку своєї бабусі по материнській лінії разом із чотирма іншими братами та сестрами. У 17-річному віці супроводжувала тітку до Нью-Йорка, де брала уроки англійської мови та працювала на швейній фабриці корпорації Bucilla. Вона також розпочала громадську діяльність: відстоювала права жінок та допомагала хворим на проказу.
Повернувшись до Каракаса в 1927 році, Клементі приєдналася до студентського руху за повалення диктатора Хуана Вісенте Гомеса. Працюючи в бібліотеці Рудольфа Долге, приєдналася до Madrinas de Guerra — групи жінок, які постачали їжу та медикаменти студентів, що борються, і політичних в'язнів. Вона також зв'язалася із засновниками Комуністичної партії Венесуели Хуаном Баутістою Фуенмайором, Котепа Дельгадо та Родольфо Кінтеро. Вона співпрацювала з ними у створенні навчального центру з метою поширення соціалістичних ідей, а через рік організувала першу кампанію щодо допуску жінок до лав партії. 1932 року вона почала писати для підпільної газети El Martillo і продовжувала співпрацювати в ній до 1941 року.
Клементе стала першою жінкою-репортером, яка закінчила Центральний університет Венесуели (ісп. Universidad Central de Venezuela). Вона публікувала у виданнях Ara, La Esfera та El Nacional статті про юридичну нерівність та необхідність прийняття законодавства про захист дітей, а також редагувала журнал La Cultura de la Mujer. Протягом 1930-х років Кармен також писала статті про безправ'я, гігієну, безпритульних дітей, рівність жінок та культурний аналіз соціальних проблем.
У 1936 році приєдналася до Культурної асоціації жінок (Agrupación Cultural Femenina) та очолювала її протягом наступного десятиліття. У 1937 році стала засновницею Національної ліги на підтримку ув'язнених (Liga Nacional Pro-Presos), яка домагалася тюремної реформи.
У 1940 році Клементе допомогла організувати Першу національну жіночу конференцію, що тривала з 11 по 13 червня, з метою проведення реформ конституційного та цивільного кодексу з метою досягнення правового та політичного паритету для жінок. Наступного року вона стала одним із співзасновників Венесуельської асоціації журналістів. У 1945 році провела вдома збори другого з'їзду жінок, які борються за виборче право. Вони домоглися підтримки президента Ісайаса Медіна Ангарата, але його владу було повалено під час державного перевороту цього ж року.
Кармен Клементе була висунута кандидатом від комуністичної партії до Установчих зборів 1946 року, які у 1947 році надали виборче право всім громадянам віком від вісімнадцяти років. Деякі учасниці жіночого руху вважали, що їхню роботу завершено, але Клементе вказувала, що ще чекають правові зміни для цивільного та економічного рівноправності.
У 1950 році після чергового перевороту комуністична партія була оголошена поза законом, і її члени зазнавали переслідувань. Клементі опублікувала збірку «Венесуельські жінки та інші репортажі» (Mujeres venezolanas y otros reportajes"), в якій рішуче викривалося придушення прав жінок. У 1951 році вона приєдналася до опору диктатурі, проводячи підпільні збори у себе вдома. При цьому вона продовжувала публікуватися, а в 1953 року випустила біографію Марії Тереси Карреньо.
Під час політичних заворушень, що продовжувалися, в 1957 році Клементе була піддана допитам, але із поваленням диктатури в ході Січневого повстання 1958 року вперше після тривалого періоду цензури, вона та інші журналісти змогли друкуватися в газетах, які були заборонені протягом попереднього десятиліття. Клементе-Травьєсо продовжувала публікуватися до 1970-х років і померла 24 січня 1983 року в Каракасі.

## Вибрані твори
- Luisa Cáceres de Arismendi (ensayo biográfico) (1942)
- Mujeres venezolanas y otros reportajes (1951)
- Teresa Carreño, 1853—1917; ensayo biográfico (1953)
- Las esquinas de Caracas: sus leyendas, sus recuerdos (1956)
- Las luchas de la mujer venezolana (1961)
- Mujeres de la independencia. (Seis biografies de mujeres venezolanas) (1964)
- Anécdotas y legendas de la vieja Caracas (1971)
- Las mujeres en el pasado y en el presente (1977)